# Fastjet
Fastjet Plc es una compañía de Holding británica/ sudafricana para un grupo de operadores de bajo coste que operan en África. El objetivo declarado de la compañía es convertirse en la primera aerolínea panafricana de bajo costo del continente, y la operación se creó inicialmente con la adquisición de Fly540, una aerolínea que opera en África Oriental; Los vuelos a nombre de Fastjet comenzaron en noviembre de 2012 en Tanzania.  Para satisfacer la propiedad local y otros requisitos, la estrategia es crear líneas aéreas incorporadas localmente o una serie de licenciatarios para operar servicios, utilizando una marca común, estándares operativos y una plataforma de ventas. 
Fastjet Zimbabwe inició vuelos en octubre de 2015 y Fastjet Mozambique en noviembre de 2017. También se han anunciado planes para operaciones nacionales en Sudáfrica.
A partir de febrero de 2018, la aerolínea opera cuatro aviones Embraer E145 en África oriental y meridional. Ha transportado más de 2.5 millones de pasajeros con un rendimiento agregado del 90% a tiempo. 
Fastjet es también una aerolínea galardonada con múltiples premios. En 2017, fueron nombrados por los World Travel Awards como la aerolínea líder de bajo costo de África por segundo año consecutivo, y Skytrax World Airline Awards nombró a fastjet la mejor aerolínea africana de bajo costo 2017. 

## Historia

### Propuestas iniciales
Originalmente se informó que competía con EasyJet,  luego se afirmó que Fastjet estaba planeado para ser una aerolínea transatlántica de larga distancia. Finalmente se reveló que Fastjet era una aerolínea africana de bajo costo propuesta y que se había firmado un acuerdo con Rubicon Investments.
En junio de 2012, los planes se hicieron más claros. Para comenzar las operaciones, Rubicon Diversified Investments Plc (luego renombrada Fastjet Plc) completó la adquisición de la división de aerolíneas de Lonrho por un valor de transacción de US $ 85.7 millones, satisfecha por la emisión de acciones ordinarias de Rubicon a Lonrho. Los accionistas clave de la empresa ampliada serían Lonrho y Sir Stelios Haji-Ioannou, a través de su easyGroup Holdings Limited ("easyGroup"). La división de aerolíneas adquirida incluyó la aerolínea regional africana Fly540, que opera en Kenia, Sudán, Tanzania y Uganda, que formaría la plataforma para el desarrollo de una aerolínea de bajo costo para África, marca 'Fastjet' bajo los términos de la marca easyGroup acuerdo de licencia.  

### Comienzo de operaciones
La aerolínea eligió Dar es-Salam,  Tanzania, como su primera base operativa en África, con vuelos desde el Aeropuerto Internacional Julius Nyerere a partir del 29 de noviembre de 2012. Inicialmente, los vuelos operaron con éxito entre Dar es-Salam y Kilimanjaro, y entre Dar es-Salam y Mwanza. Se agregarían nuevas rutas rápidamente, tanto a nivel nacional como a otros destinos de África Oriental, y FastJet dijo que trasladaría su oficina de operaciones de  Tanzania a  Kenia, una vez que tenga la aprobación para operar en Kenia.  Una vez establecido en África Oriental, Fastjet también tenía planes de lanzarse en  Ghana y  Angola. En mayo de 2014, Fly540 Ghana y Fly540 Angola se cerraron, ya que eran incompatibles con el modelo de bajo costo Fastjet.

### Expansión de servicios
Además de expandir los servicios desde la base en  Tanzania, en octubre de 2015, la compañía obtuvo un Certificado de Operador Aéreo (AOC) para  Zimbabue y anunció sus planes para lanzar Fastjet Zimbabwe. Los vuelos iniciales entre su base en el Aeropuerto Internacional de Harare y las Cataratas Victoria comenzaron el 28 de octubre de 2015 y los vuelos a Johannesburgo comenzaron el 1 de febrero de 2016. Aunque Fastjet Zambia se encontraba en una etapa de planificación avanzada, en abril de 2016 fue anunció que el progreso se aplazaría hasta al menos el último trimestre de 2016.

### Reestructuración 2016-17
Con operaciones problemáticas y pérdidas continuas, el accionista mayoritario Stelios Haji-Ioannou a través de su participación en EasyGroup cambió con éxito la junta de fastjet Plc con la salida de seis miembros de la junta en un corto período de tiempo. Ed Winters fue reemplazado como CEO por Nico Bezuidenhout, de la aerolínea rival de bajo costo MangoSA, el 1 de agosto de 2016.
Bezuidenhout instigó un 'Plan de Estabilización', que incluyó la reducción de rutas no rentables, el cambio de aviones A319 a aviones Embraer (más pequeños) y el traslado de la sede de la aerolínea desde el Aeropuerto de Londres-Gatwick a África, que luego se reveló como un traslado a Johannesburgo. El objetivo era lograr un equilibrio en el flujo de caja en el cuarto trimestre de 2017. Como parte de una nueva recaudación de fondos en septiembre de 2017, para recaudar no menos de US $ 44 millones, se reveló que se habían logrado los objetivos del Plan o estaban en camino.

### Reanudación del crecimiento
En el momento de la recaudación de fondos, se anunció en septiembre de 2017 que se lanzarían vuelos nacionales tanto en Mozambique como en Sudáfrica, mediante acuerdos de licencia de marca con Solenta Aviation Mozambique y Federal Airlines, respectivamente. Ambas eran aerolíneas rentables establecidas, pero solo volaban aviones pequeños, operaban transporte aéreo, servicios regulares y chárter. Fastjet Mozambique inició operaciones el 3 de noviembre de 2017 con vuelos desde Maputo a Beira, Nampula y Tete. 
En 2017, fastjet revisó el eslogan de la compañía, desde viajes inteligentes hasta para todos , reforzando aún más el mandato de la compañía de hacer que los viajes aéreos en África sean más asequibles y abiertos para todos, particularmente aquellos que nunca pensaron que fuera posible. 

### 2018 y más allá
A partir de febrero de 2018, el CEO Nico Bezuidenhout continúa construyendo sobre las rutas actuales de fastjet, con el lanzamiento de un vuelo de Dar es Salaam a Kigoma. La aerolínea lanzó vuelos diarios entre Harare y Bulawayo el 20 de julio de 2018, marcándola como la aerolínea más asequible para operar la ruta Harare Bulawayo. Se esperan más lanzamientos de rutas a lo largo del año. 

## Asuntos corporativos

### Propiedad
Fastjet Plc (FJET: LSE) está incorporada en Inglaterra y Gales y cotiza en el Alternative Investment Market  (AIM) de Londres. La compañía tiene la intención de evaluar una doble cotización de la Compañía en el mercado AltX de la Bolsa de Valores de Johannesburgo.
Los principales intereses actuales estimados en acciones ordinarias (a abril de 2017) son:
| Accionista                        | Acciones      | Interés |
| --------------------------------- | ------------- | ------- |
| Solenta Aviation Holdings Limited | 2.255.504.566 | 59.34%  |
| M&G Investment Magament           | 745.331.981   | 19.61%  |
| Janus Henderson Investors         | 214.943.665   | 5.66%   |
| Liberium Capital                  | 212.276.022   | 5.59%   |

### Estructura
El objetivo declarado del Grupo es convertirse en la primera aerolínea panafricana de bajo costo del continente, pero cada país tiene una propiedad local diferente y otros requisitos. Para acomodar esto, Fastjet utiliza una combinación de licencias de marca y aerolíneas incorporadas localmente de propiedad parcial para operar los servicios, todo utilizando marcas comunes, estándares operativos y plataforma de ventas. La estructura actual es:
| Aerolínea          | Base de Operaciones/País | Compañía operadora                  | Relación                                | Estado actual    | Notas/referencias |
| ------------------ | ------------------------ | ----------------------------------- | --------------------------------------- | ---------------- | ----------------- |
| Fastjet Mozambique | Maputo, Mozambique       | Solenta Aviation Mozambique Limited | Licenciatario de la marca               | Operativo (2017) | [ 2 ]             |
| FedAir             | Johannesburgo, Sudáfrica | Federal Airlines Limited            | Licenciatario de la marca Operador ACMI | Operativo (2018) | [ 2 ]             |
| Fasjet ZImbabwe    | Harare, Zimbabue         | Fasjet Zimbabwe Limited             | Licenciatario de la marca               | Operativo (2015) | [ 14 ]            |

Las subsidiarias están incluidas en los estados financieros del Grupo, porque aunque el Grupo posee el 50% o menos de los derechos de voto en cada uno, controla la administración, las operaciones y las distribuciones a través de acuerdos contractuales, así como su participación accionarial.

### Propiedad de la marca
La marca Fastjet fue originalmente propiedad de Easygroup Holdings Ltd y con licencia de Fastjet Plc. El 29 de junio de 2017, Fastjet Plc celebró un acuerdo con Easygroup Holdings Ltd para adquirir todos los derechos de propiedad intelectual asociados con la marca fastjet por $ 2.5 millones. Sir Stelios Haji-Ioannou, quien estableció la marca fastjet en 2012, declaró: “Fastjet es una gran marca en todos sus mercados africanos, por lo que es un activo muy valioso para la compañía. He aceptado la opinión de la junta actual de que la compañía debería ser propietaria de su propia marca en lugar de licenciármela ”.

### Tendencias comerciales
Los resultados del Grupo Fastjet se muestran a continuación . Fastjet comenzó a cotizar bajo su propio nombre el 29 de noviembre de 2012. Los resultados financieros a continuación para 2012 para Fastjet fueron para el período de 18 meses que terminó el 31 de diciembre de 2012. La compañía y el grupo informan en dólares estadounidenses.
|                                                    | 2011            | 2012            | 2013   | 2014   | 2015   | 2016   | 2017  | 2018 |
| -------------------------------------------------- | --------------- | --------------- | ------ | ------ | ------ | ------ | ----- | ---- |
| Volumen de negocios (US $ m)                       | N/A             | 21.1            | 53.4   | 53.8   | 65.1   | 68.5   | 46.2  | 38.5 |
| Ganancias / pérdidas después de impuestos (US $ m) | N/A             | -55.9           | -80.9  | -72.1  | -21.9  | -48.1  | -24.5 | -65  |
| Número de empleados (promedio)                     | 8               | 371             | 436    | 271    | N/A    | N/A    | 211   | 263  |
| Número de pasajeros (m)                            | 0.45            | 0.7             | 0.99   | 0.6    | 0.79   | 0.79   | 0.54  | 0.25 |
| Factor de carga de pasajeros (%)                   | 62*             | 71.8*           | 72     | 73.3   | 66.7   | 53.7   | 71    | 72   |
| Número de aeronaves (al final del año)             |                 | 7               | N/A    | 3      | 6      | 4      | 3     | 3    |
| Notas / fuentes                                    | *Solo diciembre | *Solo diciembre | [ 16 ] | [ 17 ] | [ 11 ] | [ 14 ] |       |      |

## Oficina central del grupo
La sede central del Grupo Fastjet se encuentra en Johannesburgo ,  Sudáfrica. Antes de 2017 tenía su base en el aeropuerto de Londres Gatwick . Cada aerolínea incorporada localmente tiene una oficina registrada / central en su país de operación.  

### Destinos
fastjet sirve 4 destinos en dos países africanos. Sus rutas incluyen: 
- Sudáfrica
  -  Johannesburgo -  Harare
- Zimbabue
  -  Harare -  Bulawayo
  -  Harare -  Johannesburgo
  -  Harare -  Cataratas Victoria

## Flota

### Flota actual
Fastjet opera cuatro aviones Embraer ERJ 145. 
El E145 tiene capacidad para 50 pasajeros. Este avión opera en todas las rutas FastJet, salvo en Tanzania. 
El nombre y la URL de la aerolínea están pintados en el cuerpo del avión con la mascota de la compañía "Mr Grey" colocada en la cola del avión. Se pueden ver toques de rojo y amarillo en las alas y motores del avión. 

### Flota histórica
Anteriormente, fastjet operaba el Airbus A319 y el Embraer E-190. Debido a la carga de pasajeros en las rutas, estos aviones fueron puestos a tierra en favor de los aviones Embraer más pequeños. 